# Común de Particulares (Puebla de Segur)
El Común de Particulares es una obra racionalista de La Pobla de Segur (Pallars Jussà), incluida en el Inventario del Patrimonio Arquitectónico de Cataluña. Fue construida en 1982, y su fachada fue renovada en 2012.
El edificio sirve de sede de la institución homónima, que nació en 1822 como un intento vecinal de asegurar un acceso público y barato a un molino de grano, y que actualmente desarrolla funciones culturales.

## Historia
A lo largo del siglo XIX, los duques de Cardona, y, después, la familia Puigserver, como representantes de la nobleza local, controlaban el único molino de trigo autorizado (de privativa) de Puebla de Segur, cobrando por cuyo uso un peaje. En 1822, los derechos sobre éste, así como sobre el agua del Flamisell que lo nutría,  habían recaído sobre los Llorens, cuyo cabeza de familia ocupaba el cargo de ministro de la Corona de Castilla.
Con la llegada del Trienio Liberal, los vecinos de los pueblos cercanos empezaron a organizarse para reclamar sus derechos y exigir el uso de los recursos comunales, incluyendo los molinos de los señores feudales. Sin embargo, en Puebla la respuesta fue diferente: en lugar de solicitar su uso, los vecinos decidieron, en 1834, construir uno nuevo.  Para ello, fundaron una asociación "común" entre particulares, de donde proviene el nombre del edificio.
La construcción de un nuevo molino fue rechazada por la familia Llorens, quien mantenía todavía los derechos "de privativa" sobre éste. Después de varios litigios, en  1824 la Audiencia de Barcelona ordenó la clausura judicial del molino, pero los vecinos continuaron usándolo, con el ayuntamiento llegando a instaurar multas a quien usara el del Llorens. Para solucionar la situación, el Ayuntamiento aceptó ceder la propiedad del molino a la Real Hacienda, pagando un canon por su uso.
Como resultado, el molino del señor quedó en desuso, siendo posteriormente adquirido por el Común, que logró así el monopolio de los derechos de molaje del trigo en la localidad, manteniéndolos incluso después de la restauración.
A lo largo del siglo XX, con la llegada de las empresas de energía hidroeléctrica, la importancia del molino tradicional disminuyó. En consecuencia, la asociación que gestionaba el molino se reconfiguró, fusionándose en 1922 con el antiguo Patronato de la Biblioteca  para convertirse en una entidad cultural y filantrópica dedicada a promover exposiciones artísticas ya divulgar la historia del molino. En sus estatutos, figura que su finalidad es "contribuir al desarrollo y fomento de la beneficencia, instrucción, saneamiento y embellecimiento de la villa, excluyendo totalmente la idea y posibilidad de lucro individual".

## Descripción
Los planos son del arquitecto Enric Vilanova, que formaba parte del movimiento GATCPAC, y datan de 1935, aunque el edificio no terminó hasta 1982.
Situado junto a un molino de harina, el edificio se desarrolla en tres plantas comunicadas por una escalera situada en el ángulo. La cubierta es plana y con dos vertientes. La fachada tiene un ritmo de agujeros sencillos que perforan la piel del muro enlucido . En los sótanos y bajos hay una exposición con la maquinaria del antiguo molino y en el piso un salón de actos, un pequeño museo y dos despachos. Las líneas de la fachada siguen la corriente racionalista de la época. 
En 2012 se reformó la fachada, cambiando su color de amarillo oscuro a blanco.